# Анита Бејкер
Анита Дениз Бејкер (енгл. Anita Denise Baker; Толидо, 26. јануар, 1958) америчка је кантауторка. Каријеру је започела касних седамдесетих година са фанк бендом Chapter 8, а први соло албум под називом The Songstress објавила је 1983. године. Године 1986. објавила је други студијски албум под називом Rapture који је награђен платинастим сертификатом, а са њега се издвојио сингл Sweet Love.
Бејкерова се сматра једном од најпопуларнијих певачица соул романтичних балада током осамдесетих година. До 2017. године освојила је осам Греми награда, пет платинастких сертфиката за албуме и један златни. Њена вокална способност је најдубљи женски глас.

## Биографија
Анита Бејкер рођена је 26. јануара 1958. године у Толеду, Охајо. Када је имала две године мајка ју је напустила, а након тога одгајала ју је хранитељска породица у Детроиту. Када је имала дванаест година, удомитељи су јој умрли, а хранитељска сестра је након тога бринула о њој. У време када је напунила шеснаест година, почела је да пева у ритам и блуз ноћним клубовима у Детроиту. Након једног наступа њен таленат открио је Дејвид Вашингтон, који јој је дао шансу да дође на аудицију за фанк бенд Chapter 8. Бејкерова се придружила бенду 1975. године, а група је била на турнеји док није потписала уговор са издавачком кућом Ariola records 1979. године.
Први албум групе под називом Chapter 8 објављен је исте године и садржи синглове I Just Want to Be Your Girl и Ready for Your Love. Након што је Ariola records купила издавачку кућу Artista records, бенд Chapter 8 није добио продужетак сарадње, јер су били убеђени да Бејкерова нема музички потенцијал. Након тога, она се вратила у Детроит где је радила као конобарица и рецепционерка све до 1982. године, када ју је Отис Смит, бивши сарадник Ariole убедио да започне солу каријеру под окриљем издавачке куће Beverly Glen.
Дана 24. децембра 1988. године Бејкерова се удала за Волтера Бирџефорта, а развдојили су се 2005. године, док су развод закључили две године касније. Имају два сина, Волтера Бејкера (1993) и Едварда Клартона (1994). Бејкерова тренутно живи у Гроус Појнт Парку у Мичигену. Пет година након развода, Бејкерова је поново узела своје презиме.

## Музичка каријера
Први соло албум под називом  Бејкерова је објавила 1983. године. На албуму су се нашла четири сингла: No More Tears, Will You Be Mine, Angel и You're the Best Thing Yet. Сингл Angel постао је први сингл Бејкерове који је доспео међу пет најбољих на ритам и блуз листи Сједињених Држава, 1983. године. You're the Best Thing Yet нашао се међу четрдесет најбољих на ритам и блуз листи почетком 1984. године. Упркос овом успеху, Бејкерова се касније жалила да није примала никакве хонораре од издавачке куће. Желела је да напусти издавачку кућу, али ју је Смит тужио због кршења уговора, 1985. године. Након вишемесечних расправа по том питању, закључено је да Бејкеровој треба дозволити да снима и за друге издавачке куће. Након тога певачица је потписала уговор са издавачком кућом Electra recors,  1985. године и почела да ради на новом албуму. Electra recors омогућила је певачици креативну контролу и продукцију сопствене музике, што раније није смела да ради. У том периоду, њен текстописац и продуцент био је њен бивши колега из бенда Chapter 8, Мајкл Џ. Пауел.       
У марту 1986. године Бејкерова је објавила свој други албум, под назовом Rapture. Иако је продаја у почетку била успорена, након изласка дебитанског албумског сингла Watch Your Step, Electra records је објавила баладу Sweet Love, која је постала прва хит песма Бејкерове, а била је на осмом месту Билбордове листе Билборд хот 100, као и на листи Топ 20, Уједињеног Краљевства. На албуму су се нашли синглови Caught Up in the Rapture, No One in the World и Same Ole Love (365 Days a Year) и они су доживели комерцијални успех.
Током 1986. и 1987. године Бејкерова је промовисала албум на турнеји под називом The Rapture Tour. До 1988. године албум је продат у преко 8 милиона примерака широм света, од чега је 5 милиона продато у Сједињеним Државама. Због успеха албума, Бејкерова је освојила две Греми награде 1987. године, а током исте године објавила је песму Ain't No Need to Worry, за коју је добила још једну Греми награду, овај пут у категорији за „Најбољи соул перформанс”. Трећи албум под називом  Бејкерова је објавила 18. октобра 1988. године. Албум се нашао на листи Билборд 200 и продат је у 5 милиона примерака широм света, од тога у 3 милиона у Сједињеним Државама. Насловна нумера албума нашла се на трећем месту Билборд хот 100 листе и тако се уједно нашла и на листи R&B and adult contemporary. Наредна песма, Just Because нашла се међу првих 20 на музичкој поп листи у Сједињеним Државама, док је трећи сингл под називом Lead Me Into Love ушао на листу међу десет најбољих ритам и блуз песама у Сједињеним Државама. Албум је резултирао са још три Греми награде за певачицу. 
Године 1990. Бејкерова је објавила албум Compositions, након чега се певачица више укључила у писање текстова и продукцију, а тај албум садржао је доста више џез елемената него претходни. На албуму су се нашли синглови Talk to Me, Soul Inspiration и Fairy Tales, а на крају је продат у милион примерака. Након завршетка турнеје и промоције албума, 1991. године певачица је паузирала са певањем. Electra records је током 1991. године поново објавио певачицин први албум The Songstress, након што су откупили права на њега. Албум је тада продат у више од 300.000 примерака.
Након што се појавила на албуму Duets Френка Синатре, вратила се на музичке листе објављивањем албума Rhythm of Love 1994. године. На албуму се нашла песма Body and Soul која је била међу 40 најбољих поп песама. Други сингл под називом I Apologize донео је Бејкеровој осму Греми награду. Албум је на крају продат у преко 2 милиона примерака, што је резултирало њеним четвртим узастопним платинастим сертификатом за албуме. Светку турнеју под називом Rhythm of Love World Tour започела је 14. децембра 1994. године, а она је трала до 14. новембра 1995. године. Бејкерова је 1996. године потписала уговор са издавачком кућом Atlantic Records. Након завршетка турнеје Rhythm of Love Tour, Бејкерова се бринула о своја два сина, а снимању се вратила 2000. године. У мају 2001. године Бејкерова је поднела тужбу против Zomba records-a због наводне штете на њеним снимцима. Због тужбе Бејкерова је отпуштена из Atlantic records-a. Током паузе у музици, Rhino recors објавио је компилацијски албум под називом The Best of Anita Baker (у Великој Британији назван Sweet Love: The Very Best of Anita Baker) у јуну 2002. године. Албуму је додељен платинасти сертификат од стране Америчког удружења дискографских кућа, означавајући тако продају од преко милион примерака албума у Сједињеним Државама. Године 2002. Бејкерова се вратила наступима, потписала уговор са издавачком кућом Blue Note records у марту 2004. године, а током септембра исте године објавила је албум под називом . Албум се нашао на четвртом месту листе Билборд 200 и на првом месту ритам и блуз листе, а на крају му је додељен златни сертификат. 
Године 2005. певачица је објавила албум Christmas Fantasy и била номинована за Греми награду за песму Christmas Time Is Here. У мају 2005. године Бејкерова је награђена „Музичким докторатом” од стране Беркли музичког колеџа. Године 2007. певачица је започела двогодишњу концертну турнеју под називом An Evening with Anita Baker. У том периоду, повремено је певала америчку државну химну на спортским догађајима. У августу 2012. године објавила је обраду песме Lately, а након тога радила је на новом албуму, који је најавила синглом Only Forever. Иако је издавачка кућа Blue Note објавила да ће се албум Бејкерове објавити у октобру или децембру 2012. године, певачица је одлучила да јој треба још времена да ради на албуму, узроковајући одлагање. Албум се никада није материјализовао. У јануару 2017. године певачица је потврдила да се повукла са музичке сцене, а већ 2018. године вратила се музици.

## Дискографија
- 1983: The Songstress
- 1986: Rapture
- 1988: Giving You the Best That I Got
- 1990: Compositions
- 1994: Rhythm of Love
- 2004: My Everything
- 2005: Christmas Fantasy

## Награде и номинације
Године 2013. Анита Бејкер примљена је у Кућу славних Мичиген рокенрол легенди.

### БЕТ награде
| Година | Номиновани/рад | Награда                 | Резултат |
| ------ | -------------- | ----------------------- | -------- |
| 2018   | Анита Бејкер   | Награда за животно дело | Освојено |

### Греми награде
| Година | Номиновани/рад                              | Награда                                                 | Резултат   |
| ------ | ------------------------------------------- | ------------------------------------------------------- | ---------- |
| 1987.  | Rapture                                     | Најбољи ритам и блуз перформанс женског извођача        | Освојено   |
| 1987.  | Sweet Love                                  | Најбоља ритам и блуз песма                              | Освојено   |
| 1988   | Ain't No Need to Worry (са групом The Winans)         | Најбоље извођење госпела са дуетом, групом или хором    | Освојено   |
| 1989.  | Giving You the Best That I Got              | Снимак године                                           | Номинација |
| 1989.  | Giving You the Best That I Got              | Песма године                                            | Номинација |
| 1989.  | Giving You the Best That I Got              | Најбољи ритам и блуз вокал перформанс женског извођачае | Освојено   |
| 1989.  | Giving You the Best That I Got              | Најбоља ритам и блуз песма                              | Освојено   |
| 1990   | Giving You the Best That I Got              | Најбољи ритам и блуз вокал перформанс женског извођача  | Освојено   |
| 1991.  | Compositions                                | Најбољи ритам и блуз вокал перформанс женског извођача  | Освојено   |
| 1991.  | Compositions                                | Најбољи пакет са албумима                               | Номинација |
| 1995.  | Body and Soul                               | Најбољи женски ритам и блуз вокални перформанс          | Номинација |
| 1995.  | Rhythm of Love                              | Најбољи ритам и блуз албум                              | Номинација |
| 1996.  | When You Love Someone (са Џејмсом Инграмом) | Награда за најбољу поп сарадњу вокала                   | Номинација |
| 1996.  | I Apologize                                 | Best Female R&B Vocal Performance                       | Освојено   |
| 2005.  | You're My Everything                        | Најбољи традиционални ритам и блуз вокал перформанс     | Номинација |
| 2005.  | My Everything                               | Најбољи ритам и блуз албум                              | Номинација |
| 2007   | Christmas Time Is Here                      | Најбољи традиционални ритам и блуз вокал перформанс     | Номинација |
| 2013   | Lately                                      | Најбољи традиционални ритам и блуз перформанс           | Номинација |

### Америчке музичке награде
| Година | Номиновани/рад | Награда                                  | Резултат   |
| ------ | -------------- | ---------------------------------------- | ---------- |
| 1987.  | Анита Бејкер   | Омиљени соул/ритам и блуз женски извођач | Номинација |
| 1987.  |                | Омиљени соул/ритам и блуз албум          | Номинација |
| 1988.  | Анита Бејкер   | Омиљени соул/ритам и блуз женски извођач | Освојено   |
| 1988.  | Rapture        | Омиљени соул/ритам и блуз албум          | Освојено   |
| 1990.  | Анита Бејкер   | Омиљени поп/рок женски извођач           | Номинација |
| 1990.  | Анита Бејкер   | Омиљени соул/ритам и блуз женски извођач | Освојено   |
| 1990.  | Just Because   | Омиљени соул/ритам и блуз сингл          | Номинација |
| 1995.  | Анита Бејкер   | Омиљени соул/ритам и блуз женски извођач | Освојено   |
| 1996.  | Анита Бејкер   | Омиљени соул/ритам и блуз женски извођач | Номинација |

### Музичке награде Соул трејн
| Година | Номиновани/рад                 | Награда                                                              | Резултат   |
| ------ | ------------------------------ | -------------------------------------------------------------------- | ---------- |
| 1987.  | Sweet Love                     | Најбољи сингл женског извођача                                       | Освојено   |
| 1987.  | Sweet Love                     | Најбољи видео спот                                                   | Номинација |
| 1987.  | Rapture                        | Албум године у категорорији за жене                                  | Номинација |
| 1989.  | Giving You the Best That I Got | Најбоља ритам и блуз/урбана савремена песма године                   | Освојено   |
| 1989.  | Giving You the Best That I Got | Најбољи ритам и блуз/урбани савремени сингл женског извођача         | Освојено   |
| 1989.  | Giving You the Best That I Got | Награда за најбољи Ритам и блуз/соул албум женског извођача          | Освојено   |
| 1991.  | Talk to Me                     | Најбољи ритам и блузу/урбани савремени сингл женског извођача        | Номинација |
| 1991.  | Compositions                   | Најбољи ритам и блузу/урбани савремени албум године женског извођача | Номинација |
| 1995.  | Body and Soul                  | Најбољи ритам и блуз/соул или реп видео спот                         | Номинација |
| 1995.  | Body and Soul                  | Најбољи ритам и блуз/соул сингл женског извођача                     | Освојено   |
| 1995.  | Rhythm of Love                 | Ритам и блуз/соул албум године женског извођача                      | Освојено   |
| 2010   | Анита Бејкер                   | Леџенд награда за женског извођача                                   | Освојено   |

### Остале награде
| Година | Категорија                 | Организација            | Резултат                             |
| ------ | -------------------------- | ----------------------- | ------------------------------------ |
| 1994.  | Холивудска стаза славних   |                         | Звезда на Холивудском Булевару 7021. |
| 2005.  | Међународни уметник године | Канадска награда за џез | Освојено                             |